# 老虎窗

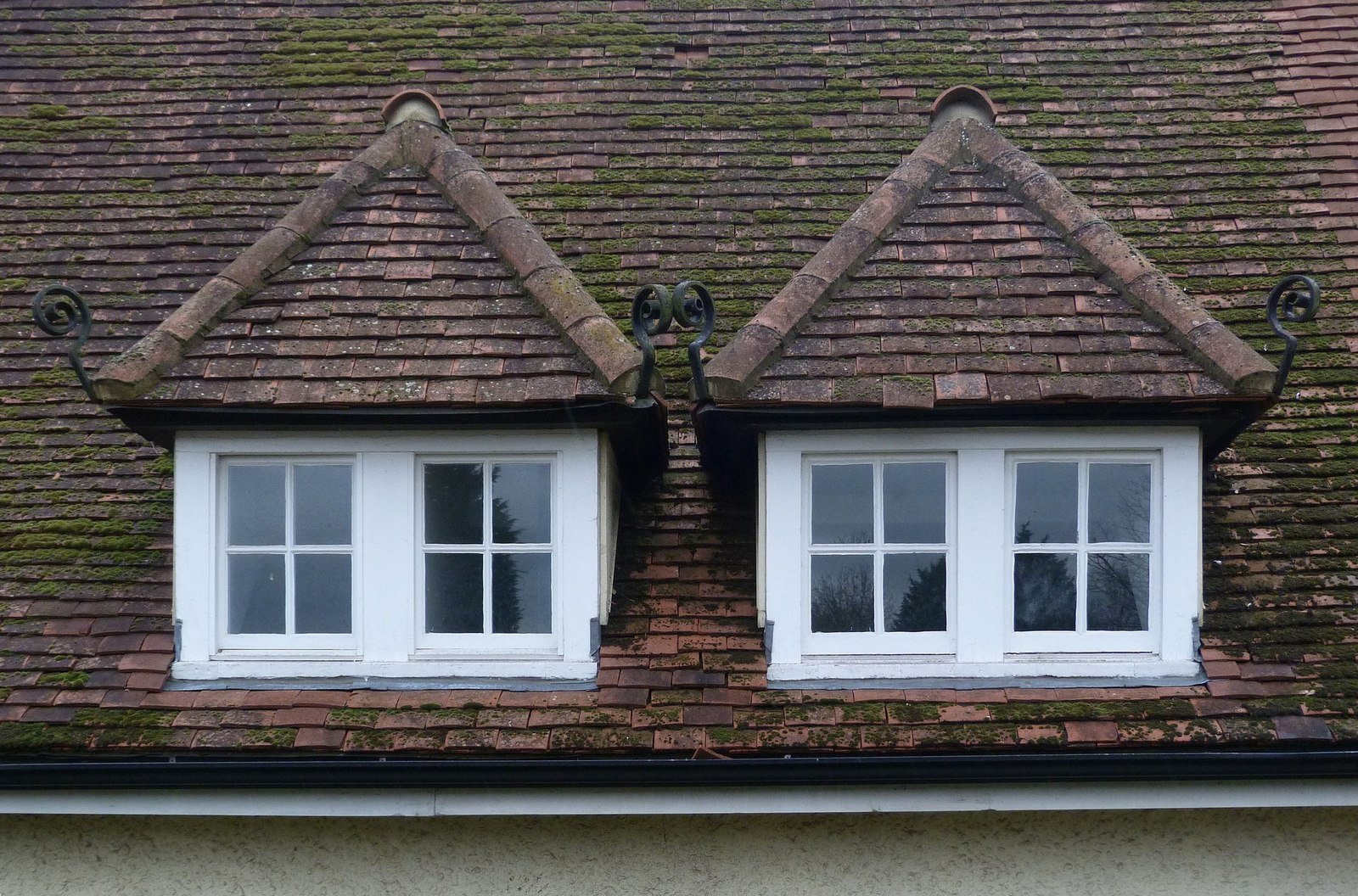
老虎窗

老虎窗為西式建築物上一種兼具採光與裝飾性、开在屋顶上的窗子。有一种说法称，老虎窗的名字来自于上海的洋泾浜英语（上海话拼音：lhaohucang，发音：[lɔ̀hűtsʼɑ̃᷆]），屋顶的英文roof与上海话中老虎的发音相似，也叫老虎天窗。
老虎窗通常以南北向应用在馬薩式屋頂上，这样有利于屋顶房间狭小的空间通风，使木结构房屋维持一定湿度与温度，避免白蚁的滋生。老虎窗的窗户采用的是通风百页窗，窗的开启方式采用推拉式。